# Nodocion
Genre
Synonymes
- Liodrassus Chamberlin, 1935

Nodocion est un genre d'araignées aranéomorphes de la famille des Gnaphosidae.

## Distribution
Les espèces de ce genre se rencontrent en Amérique du Nord.

## Liste des espèces
Selon World Spider Catalog (version 21.0, 10/07/2020) :
- Nodocion eclecticus Chamberlin, 1924
- Nodocion floridanus (Banks, 1896)
- Nodocion mateonus Chamberlin, 1922
- Nodocion rufithoracicus Worley, 1928
- Nodocion utus (Chamberlin, 1936)
- Nodocion voluntarius (Chamberlin, 1919)

## Publication originale
- Chamberlin, 1922 : The North American spiders of the family Gnaphosidae. Proceedings of the Biological Society of Washington, vol. 35, p. 145-172 (texte intégral).